# Неккартенцлінген
Неккартенцлінген (нім. Neckartenzlingen) — громада в Німеччині, знаходиться в землі Баден-Вюртемберг. Підпорядковується адміністративному округу Штутгарт. Входить до складу району Есслінген.
Площа — 9,03 км2. Населення становить 6412 ос. (станом на 31 грудня 2020).